# Бодяк щетинистый
Бодя́к щети́нистый (лат. Cīrsium setōsum) — травянистое растение семейства Астровые, или Сложноцветные (Asteraceae). В настоящее время считается чаще разновидностью бодяка полевого — Cirsium arvense var. integrifolium, реже — самостоятельным видом.

## Ботаническое описание
Корнеотпрысковый стержнекорневой многолетник. Листья цельнокрайные с щетинками по краям. Листья и стебель колятся.

## Распространение и экология
Распространён на всей территории Евразии, как заносное растение встречается в Северной Америке. Вид широко распространён в лесной и степной зонах, особенно в южной тайге и лесостепи.
Произрастает на богатых, нейтральных и слабо засолённых почвах по берегам рек, в поёмных лесах, на лугах и в степях. В антропогенных ландшафтах бодяк щетинистый встречается в посевах, на залежах, лугах, пастбищах и на мусорных местах.

## Значение и применение
Является одним из главнейших злостных сорняков на территории бывшего СССР. Засоряет все культуры, хотя более обилен в озимых зерновых культурах и многолетних травах. Предпочитает влажные луга.
Хороший позднелетний медонос и пыльценос. Нектароносная ткань хорошо выражена и расположена у основания столбика. Пчёлы охотно посещают цветки и собирают нектар и пыльцу. Нектаропродуктивность 100 цветков в Приамурье от 20,2—26,0 мг, а в Приморье — 25,0—30,3 мг, мёдопродуктивность 60—100 кг/га. На Камчатке медонос поддерживающего взятка.

## Синонимы
- Breea segetum (Bunge) Kitam., 1959
- Breea setosa (Willd.) Kitam., 1959
- Carduus segetum (Bunge) Franch., 1883
- Cephalonoplos segetum (Bunge) Kitam., 1934
- Cirsium argunense DC., 1838
- Cirsium arvense f. albiflorum Kitag., 1937
- Cirsium arvense subsp. setosum (Willd.) Iljin, 1936
- Cirsium arvense var. mite Wimm. & Grab., 1829
- Cirsium arvense var. setosum (Willd.) Ledeb., 1845
- Cirsium arvense var. subulatum (Ledeb.) Ledeb., 1845
- Cirsium laevigatum Tausch, 1828
- Cirsium segetum Bunge, 1833
- Cirsium setosum (Willd.) Besser ex M.Bieb., 1819
- Cirsium setosum var. subulatum Ledeb., 1833
- Cnicus arvensis var. setosus (Willd.) Maxim., 1874
- Cnicus setosus (Willd.) Besser, 1809
- Serratula setosa Willd., 1803